# Montesquieu-des-Albères
Montesquieu-des-Albères település Franciaországban, Pyrénées-Orientales megyében. Lakosainak száma 1283 fő (2022. január 1.). Montesquieu-des-Albères Banyuls-dels-Aspres, Villelongue-dels-Monts, L’Albère, Les Cluses, Le Boulou és Tresserre községekkel határos.

## Földrajz

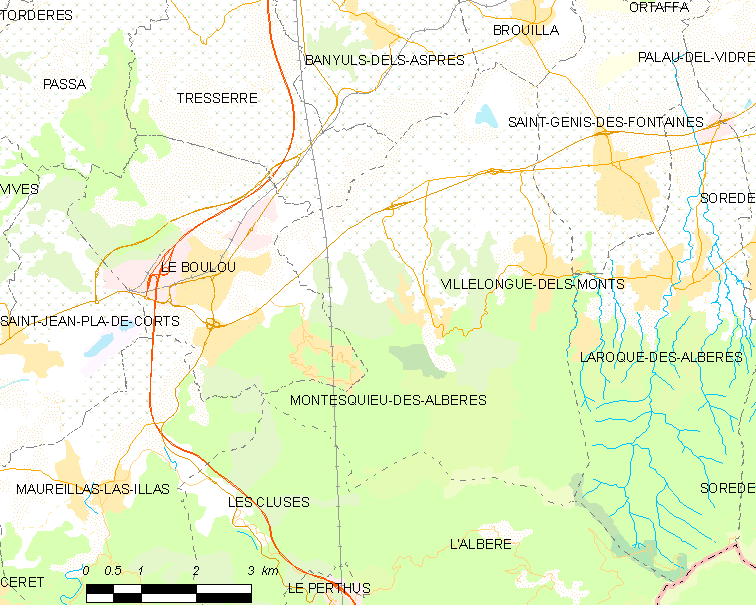
Montesquieu-des-Albères és környéke

## Népesség
A település népességének változása:
| Lakosok száma | 1207 | 1219 | 1241 | 1224 | 1229 | 1235 | 1250 | 1273 | 1283 |
|               | 2013 | 2015 | 2016 | 2017 | 2018 | 2019 | 2020 | 2021 | 2022 |